# Acraea macra
Acraea macra är en fjärilsart som beskrevs av Storace 1949. Acraea macra ingår i släktet Acraea och familjen praktfjärilar. Inga underarter finns listade i Catalogue of Life.